# Bezirk St. Johann im Pongau
Der Bezirk St. Johann im Pongau ist ein politischer Bezirk des Landes Salzburg mit einer Fläche von 1.755,16 km². Er ist deckungsgleich mit dem Pongau, einem der fünf Gaue des Bundeslandes (→ Land Salzburg/Landschaften).
Der Name Pongau (Pongow, Pongowe) wird erstmals um 788 in den beiden frühesten Salzburger Güterverzeichnissen erwähnt. Er bezieht sich auf die Gegend um Bischofshofen, insofern Herzog Theudebert von Baiern um 711 die dortige Cella Maximiliana (Maximilianszelle) samt dem Umland im Umkreis von drei römischen Meilen dem Kloster St. Peter in Salzburg geschenkt hatte. Im 12. Jahrhundert war „Pongau“ vermutlich auch der Name der Bischofshofener Burg. Wahrscheinlich geht die Bezeichnung „Pongau“ bis in die Römerzeit zurück. Im 13. Jahrhundert umfasste der Pongau als Verwaltungsbereich (Grafschaft) – damals vermutlich im Besitz der Herren von Pongau, dann (bis 1243) der Gutrater – auch nördliche Gebiete des Tennengebirges um den ganzen Gebirgsstock, aber noch ohne das südliche Gasteinertal.

## Geographie
Der Bezirk liegt zwischen dem Pinzgau im Westen, dem Lungau im Südosten und dem Tennengau im Norden inmitten der Alpen. Im Süden grenzt er an das Bundesland Kärnten und im Osten zu geringen Teilen an die Steiermark sowie über wenige Kilometer an Oberösterreich. Im Nordwesten gibt es zusätzlich eine Grenze zum bayerischen Landkreis Berchtesgadener Land.
Der Pongau gehört zusammen mit dem Pinzgau und dem Lungau zum sogenannten Innergebirg, eine besonders aus der Sicht der flacheren Salzburger Landesteile kennzeichnende Benennung der südlichen Region des Bundeslandes Salzburg.
Geographisch dominiert den Bezirk St. Johann das obere Salzachtal (Salzachpongau). Die Salzach fließt hier zuerst in west-östlicher Richtung und biegt zwischen Schwarzach und St. Johann in einem großen Bogen nach Norden. Der Talverlauf ist die Hauptverkehrsader des Bezirks, hier liegen die beiden größten Orte St. Johann und Bischofshofen. Nordwestlich der Salzach dominiert das zu den nördlichen Kalkalpen gehörende Gebirgsmassiv des Hochkönigs, nordöstlich das Dachsteingebirge, südlich des Flusses der Alpenhauptkamm mit den zu den Zentralalpen gehörenden Hohen Tauern und Niederen Tauern. Von den nord-südlich verlaufenden rechten Seitentälern der Salzach ist das am westlichsten gelegene Gasteinertal das bedeutendste. Flussabwärts folgen das Tal der Großarler Ache (Hauptort Großarl) und das der Wagrainer Ache bzw. des Kleinarler Baches, der auf Höhe des Hauptortes Wagrain in westliche Richtung weiterfließt. Der anschließende Fritzbach verläuft ebenfalls in Ost-West-Richtung; das enge Fritzbachtal stellt die Verbindung zum östlichsten Teil des Pongaus (Hauptort Radstadt) dar, welcher mit dem Flachauwinkl Anteil am obersten Ennstal hat (Ennspongau). Der Norden des Bezirks (Hauptort Werfen) wird bestimmt durch die eher unzugänglichen Gebirgsgruppen Tennengebirge an der rechten und Hagengebirge an der linken Seite der Salzach.

## Geschichte

### Vom Siedlungsbeginn bis zum 9.Jahrhundert
Der sehr dünn besiedelte waldreiche Pongau gehörte vermutlich zum Gebiet des ersten staatlichen Gebildes auf österreichischem Boden, dem Königreich Noricum (2. Jahrhundert bis 15 v. Chr.). Von 15 v. Chr. bis 476 gehörte die Gegend zum Römischen Reich. Der römischen Unterwerfung und anschließenden Romanisierung leisteten die dort lebenden keltischen Ambisonten – letztlich erfolglos – Gegenwehr.
Um 45 n. Chr. schufen die Römer zur besseren Beherrschung des Gebietes die Provinz Noricum. Auch innergebirglich finden sich Spuren einiger Villae rusticae. Im 3./4. Jahrhundert (unter den Kaisern Septimius Severus und Konstantin) wurden die Straßen über die Alpen für militärische Zwecke ausgebaut (→ Römerstraßen). Ab etwa 400 erfasste die Völkerwanderung das Gebiet des heutigen Österreich, am Donaulimes beispielsweise gut ablesbar am Einbruch des Münzumlaufs. Im Jahr 407 fielen die Westgoten in Kärnten ein und zogen nach Italien, ihnen folgten Heruler, Rugier, elbgermanische Stämme, Alemannen, Hunnen, später in Ostösterreich die Awaren. Inwieweit diese Stämme auch in die Gebirgsregionen vordrangen, ist (noch) unklar. Im Voralpenland belegen etwa in Obereching und Piding, also an Salzach und Saalach, bajuwarische Funde diese Entwicklung.
Im Zeitraum von 476 bis 488 herrschte der italienischen König Odoaker auch über Noricum. Dieser berief 488 die römische Verwaltung und Soldaten aus dem unhaltbaren Noricum nach Italien ab. In der Folgezeit (seit 493) gehörte das Gebiet des späteren Pongaus zum Ostgotenreich, wurde jedoch 536 den Franken überlassen. In den Jahren von 570 bis 610 fanden Einfälle von Bayern oder Langobarden über Südtirol ins slawisch-spätnorische Fürstentum Karantanien statt. Ob dies auch den Pongau betraf, ist ungeklärt. Kämpfe im Lungau angeführt. Für das Jahr 610 sind Kämpfe gegen die teils mit den Slawen verbündeten Awaren in Kärnten belegt. In dieser Zeit gingen die spätantiken norisch-romanischen Bischofssitze in Kärnten unter. Bis 820 dehnten sich die Siedlungsbereiche der Slawen bis Lungau und Enns-Pongau aus.
Im Jahr 711 wurde die kleine Maximilianszelle in Bischofshofen gegründet, zeitgleich mit dem Salzburger Frauenstift Nonnberg. In den frühesten Dokumenten wird allerdings zuvor von Lichterscheinungen im Ort Pongau berichtet, die Ruperts Abgesandte beobachteten und dem Bischof berichteten. Nach alter Salzburger Überlieferung wird Abt Rupert mit dem Sterbejahr 623 angesetzt, so dass dies die erste Errichtung des Kreuzes im Pongau wäre. Sie wäre somit bereits um 600 erfolgt, also etwa 100 Jahre früher als in den gängigen Darstellungen angegeben.
Ab dem 7./8. Jahrhundert übernahm das Herzogtum Bayern die Herrschaft im Pongau, mit einer Unterbrechung im 8./9. Jahrhundert. Die Salzburger Kirche (das Kloster St. Peter und das Domkapitel) wurde im 8. Jahrhundert unter den Agilolfingern Grundeigentümer großer Liegenschaften im Pongau.
Um 750 entstand die Maximilianszelle in Bischofshofen unter Bischof/Abt Virgilius neu. Karantanien gelangte 772 endgültig unter bayerische Herrschaft. Der Salzburger Virgil-Dom konnte 774 eingeweiht werden, womit Salzburg 798 (unter Karl dem Großen) zum zweitbedeutendsten Erzbistum im Frankenreich (neben Mainz) aufstieg, noch vor den Bistümern Passau, Regensburg und Freising und Saeben, die alle Salzburg unterstellt wurden.
Nach der Zeit Karls des Großen fielen um 820 die Slawen erneut in den Pongau ein. Nach der Rückeroberung wurde die Maximilianszelle zum dritten Mal von Salzburg aus errichtet sowie die Salzburg-bayerische Ausdehnung innergebirg fortgesetzt. Dies ist aus dem ältesten altdeutsch-gotischen Urbar und aus Flurnamen ersichtlich. Erst lange nach der bayerischen Besiedelung im Voralpenraum, im Innkreis und Salzachgau konnte somit auch der Pongau gesichert und besiedelt werden.

### Vom 11. bis zum 19.Jahrhundert
Aus dem späten 9. bis zum 11. Jahrhundert sind kaum Schriftzeugnisse überliefert. Um 924 wird eine Kirche erwähnt (unklar ob in St. Johann oder in der Altpfarre-Pfarrwerfen).
1074 wurden die drei Ur-Pfarren im späteren Pongau erstmals urkundlich erwähnt. Im Zeitraum von 1075 bis 1078 begann der Bau der Burg Werfen, die etwa 50 Jahre später (von 1127 bis 1142) ausgebaut wurde. Aus Urkunden ist zu ersehen, dass zwischen 1106 und 1215 in Bischofshofen ein kleines Augustiner-Chorherrenstift errichtet wurde. Darüber hinaus war Bischofshofen (Hove) eine alte Thaidingstätte, wo nach alten („antiqua“) Rechten Gericht gehalten wurde.
Um 1180/90 sind die Plainer Grafen Inhaber der Grafschaft Kuchl-Pongau und Niederpinzgau bis 1219 (nach Zillner).
Die Grafschaft fällt dann offenbar an das Erzstift, die Gutrater sind noch Grafenrichter im Pongau bis 1243. Dann wurde die Grafschaft aufgelöst. Das Erzstift Salzburg unterstellte den Pongau dem Pfleggericht Werfen (mit Landrichtern).
Mächtiges und alt Salzburger-Geschlecht sind die Herren von Pongau als Schenken von Pongau, von denen im 12. Jahrhundert über zwanzig namentlich genannt werden.
Das Gasteinertal war eine eigene bayerische Grafschaft, ein Lehen der Grafen von Peilstein, 1297 fiel es an das Erzstift Salzburg.
Als 1275 das Herzogtum Bayern die Salzburger Grenzen und 1328 auch das Erzstift Salzburg anerkannte, wurde Salzburg de jure von Bayern unabhängig. Es verblieben aber viele kleine Grundherrschaften; beispielsweise gab es 1792 weit über 100 vorrangig kirchliche Grundherrschaften im Pongau. Die Streulage von Besitzungen und Hofmarken (mit Amtmännern, Pflegern, Kastnern …) sowie einander überlappende weltliche und geistliche Rechte sind bezeichnend für das komplexe mittelalterliche Herrschafts- und Verwaltungssystem.
Nach dem Aussterben des heimischen Adels (Grafen und Ministerialen) der Herren von Pongowe, der Gutrather und der Goldegger, in der Gastein etwa der Kuchler und Peilsteiner und des Gewerkenadels, fiel das gesamte Gebiet durch Kauf, Schenkung und Lehenseinziehung bis zum Jahr 1803 an das Erzstift Salzburg.
In der Ära von 1803 bis 1809 wurde Salzburg ein deutsches Kurfürstentum. Während der napoleonischen Zeit gehörte der Pongau mit Salzburg von 1810 bis 1816 kurz zu Bayern und von 1816 bis 1848 mit Salzburg zu Oberösterreich. 1820 erfolgte die Neuorganisation der Pfleggerichte (auch im Pongau).
Mit der Entstehung eines eigenen Kronlandes Salzburg im Jahr 1848 und dem Ende des Systems der Grundherrschaften wurde eine Landesverfassung erlassen. Sie brachte von 1850 bis 1868 eine Neuregelung der Landesverwaltung, die Trennung von Verwaltung und Gerichtsbarkeit und die Schaffung selbstverwalteter Ortsgemeinden mit sich.
Die Bezirkshauptmannschaft war von 1850 bis 1867 in Werfen untergebracht und kam danach nach St. Johann im Pongau. Bis zu deren Auflösung war der Pongau in die vier Gerichtsbezirke Gastein, Radstadt, Sankt Johann und Werfen aufgegliedert, seit 2005 besteht er nur mehr aus dem mit dem Bezirk deckungsgleichen Gerichtsbezirk Sankt Johann im Pongau.

### Seit dem 20.Jahrhundert
Nach dem Anschluss Österreichs an Hitlerdeutschland 1938 wurde der Bezirk erst in Verwaltungsbezirk Bischofshofen und am 1. Januar 1939 in Kreis Bischofshofen umbenannt. Nach dem Zweiten Weltkrieg wurde die Verwaltungseinheit in ihrer alten Form wiederhergestellt.

### Ehemalige Bezirkshauptleute
Die ehemaligen Bezirkshauptleute waren:
- Josef Meuth (ab 1850, noch Bezirk Werfen)
- Rudolf Haberl (1868–1873)
- Alexander Fischer (1873–1877)
- Franz Graf Merwelt (1877–1878)
- Ludwig Sauter (1878–1883)
- Otto von Hellrigl (1883–1896)
- Albert Proschko (1896–1896)
- Wilhelm Gattermayer (1896–1902)
- Maria Joseph Graf Plaz (1902–1904)
- Felix Freiherr von Hasslinger (1904–1907)
- Rudolf Graf Kottulinsky (1907–1912)
- Viktor Charwat (1912–1917)
- Gustav Reuter (1917–1920)
- Lothar Ritter von Pachmann (1920–1928)
- Rudolf Dworzak (1928–1931)
- Franz Seywald (1931–1938)
- Karl Esser (1938–1939)
- Emil Schneider (1939–1941)
- Rudolf Simel (1941–1945)
- Hubert Wenninger (1945–1945)
- Matthäus Kainzbauer (1945–1970)
- Friedrich Michalek (1971–1975)
- Josef Jury (1975–1988)
- Guntram Maier (1989–2008)

## Angehörige Gemeinden
Im Bezirk St. Johann im Pongau liegen 25 Gemeinden, darunter drei Stadt- und sieben Marktgemeinden. Alle Gemeinden gehören zum Gerichtsbezirk Sankt Johann im Pongau und sind zur wirtschaftlichen, strukturellen und kulturellen Förderung in einem Regionalverband, dem Regionalverband Pongau, zusammengeschlossen.
Die Einwohnerzahlen stammen vom 1. Jänner 2025; Regionen sind Planungsregionen des Landes Salzburg.

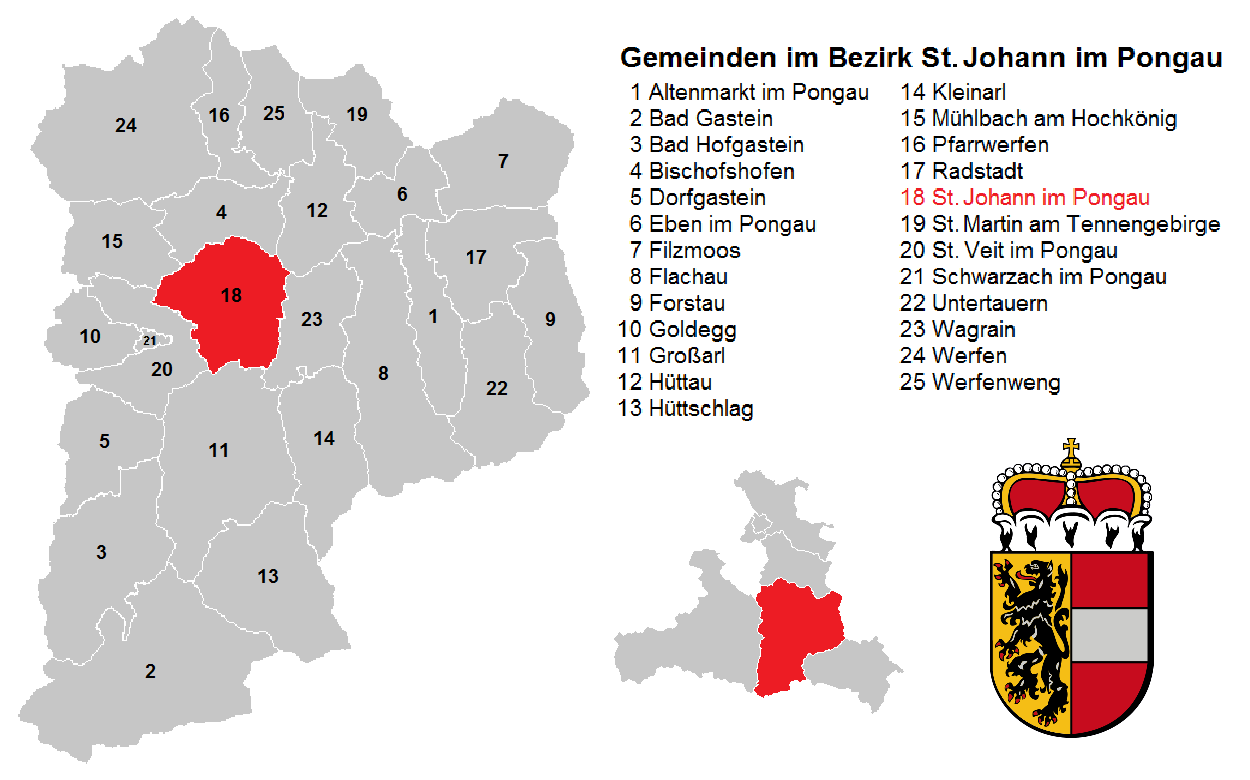
Gemeinden des Bezirks St. Johann im Pongau

| Gemeinde                    | Lage | Ew     | km²    | Ew / km² | Gerichtsbezirk         | Region                    | Typ             | Metadaten         |
| --------------------------- | ---- | ------ | ------ | -------- | ---------------------- | ------------------------- | --------------- | ----------------- |
| Altenmarkt im Pongau        |      | 4.705  | 48,64  | 97       | Sankt Johann im Pongau | Ennspongau (8)            | Markt- gemeinde | Gem.Kennz.: 50401 |
| Bad Gastein                 |      | 4.009  | 170,60 | 23       | Sankt Johann im Pongau | Gasteinertal (10)         | Gemeinde        | Gem.Kennz.: 50403 |
| Bad Hofgastein              |      | 6.677  | 103,72 | 64       | Sankt Johann im Pongau | Gasteinertal (10)         | Markt- gemeinde | Gem.Kennz.: 50402 |
| Bischofshofen               |      | 10.743 | 49,61  | 217      | Sankt Johann im Pongau | Unterer Salzachpongau (7) | Stadt- gemeinde | Gem.Kennz.: 50404 |
| Dorfgastein                 |      | 1.745  | 54,09  | 32       | Sankt Johann im Pongau | Gasteinertal (10)         | Gemeinde        | Gem.Kennz.: 50405 |
| Eben im Pongau              |      | 2.682  | 35,91  | 75       | Sankt Johann im Pongau | Ennspongau (8)            | Gemeinde        | Gem.Kennz.: 50406 |
| Filzmoos                    |      | 1.507  | 75,71  | 20       | Sankt Johann im Pongau | Ennspongau (8)            | Gemeinde        | Gem.Kennz.: 50407 |
| Flachau                     |      | 3.106  | 117,25 | 26       | Sankt Johann im Pongau | Ennspongau (8)            | Gemeinde        | Gem.Kennz.: 50408 |
| Forstau                     |      | 561    | 59,47  | 9,4      | Sankt Johann im Pongau | Ennspongau (8)            | Gemeinde        | Gem.Kennz.: 50409 |
| Goldegg im Pongau           |      | 2.736  | 33,06  | 83       | Sankt Johann im Pongau | Oberer Salzachpongau (9)  | Gemeinde        | Gem.Kennz.: 50410 |
| Großarl                     |      | 3.843  | 129,23 | 30       | Sankt Johann im Pongau | Oberer Salzachpongau (9)  | Markt- gemeinde | Gem.Kennz.: 50411 |
| Hüttau                      |      | 1.490  | 53,58  | 28       | Sankt Johann im Pongau | Ennspongau (8)            | Gemeinde        | Gem.Kennz.: 50412 |
| Hüttschlag                  |      | 885    | 97,18  | 9,1      | Sankt Johann im Pongau | Oberer Salzachpongau (9)  | Gemeinde        | Gem.Kennz.: 50413 |
| Kleinarl                    |      | 832    | 70,55  | 12       | Sankt Johann im Pongau | Ennspongau (8)            | Gemeinde        | Gem.Kennz.: 50414 |
| Mühlbach am Hochkönig       |      | 1.403  | 51,52  | 27       | Sankt Johann im Pongau | Unterer Salzachpongau (7) | Gemeinde        | Gem.Kennz.: 50415 |
| Pfarrwerfen                 |      | 2.614  | 37,98  | 69       | Sankt Johann im Pongau | Unterer Salzachpongau (7) | Gemeinde        | Gem.Kennz.: 50416 |
| Radstadt                    |      | 5.043  | 60,82  | 83       | Sankt Johann im Pongau | Ennspongau (8)            | Stadt- gemeinde | Gem.Kennz.: 50417 |
| St. Johann im Pongau        |      | 11.643 | 78,15  | 149      | Sankt Johann im Pongau | Oberer Salzachpongau (9)  | Stadt- gemeinde | Gem.Kennz.: 50418 |
| St. Martin am Tennengebirge |      | 1.777  | 46,80  | 38       | Sankt Johann im Pongau | Ennspongau (8)            | Gemeinde        | Gem.Kennz.: 50419 |
| St. Veit im Pongau          |      | 3.944  | 56,84  | 69       | Sankt Johann im Pongau | Oberer Salzachpongau (9)  | Markt- gemeinde | Gem.Kennz.: 50420 |
| Schwarzach im Pongau        |      | 3.541  | 3,20   | 1107     | Sankt Johann im Pongau | Oberer Salzachpongau (9)  | Markt- gemeinde | Gem.Kennz.: 50421 |
| Untertauern                 |      | 450    | 71,68  | 6,3      | Sankt Johann im Pongau | Ennspongau (8)            | Gemeinde        | Gem.Kennz.: 50422 |
| Wagrain                     |      | 3.177  | 50,55  | 63       | Sankt Johann im Pongau | Ennspongau (8)            | Markt- gemeinde | Gem.Kennz.: 50423 |
| Werfen                      |      | 3.092  | 153,98 | 20       | Sankt Johann im Pongau | Unterer Salzachpongau (7) | Markt- gemeinde | Gem.Kennz.: 50424 |
| Werfenweng                  |      | 1.105  | 45,04  | 25       | Sankt Johann im Pongau | Unterer Salzachpongau (7) | Gemeinde        | Gem.Kennz.: 50425 |